# 27. SS-Freiwilligen-Grenadier-Division Langemarck

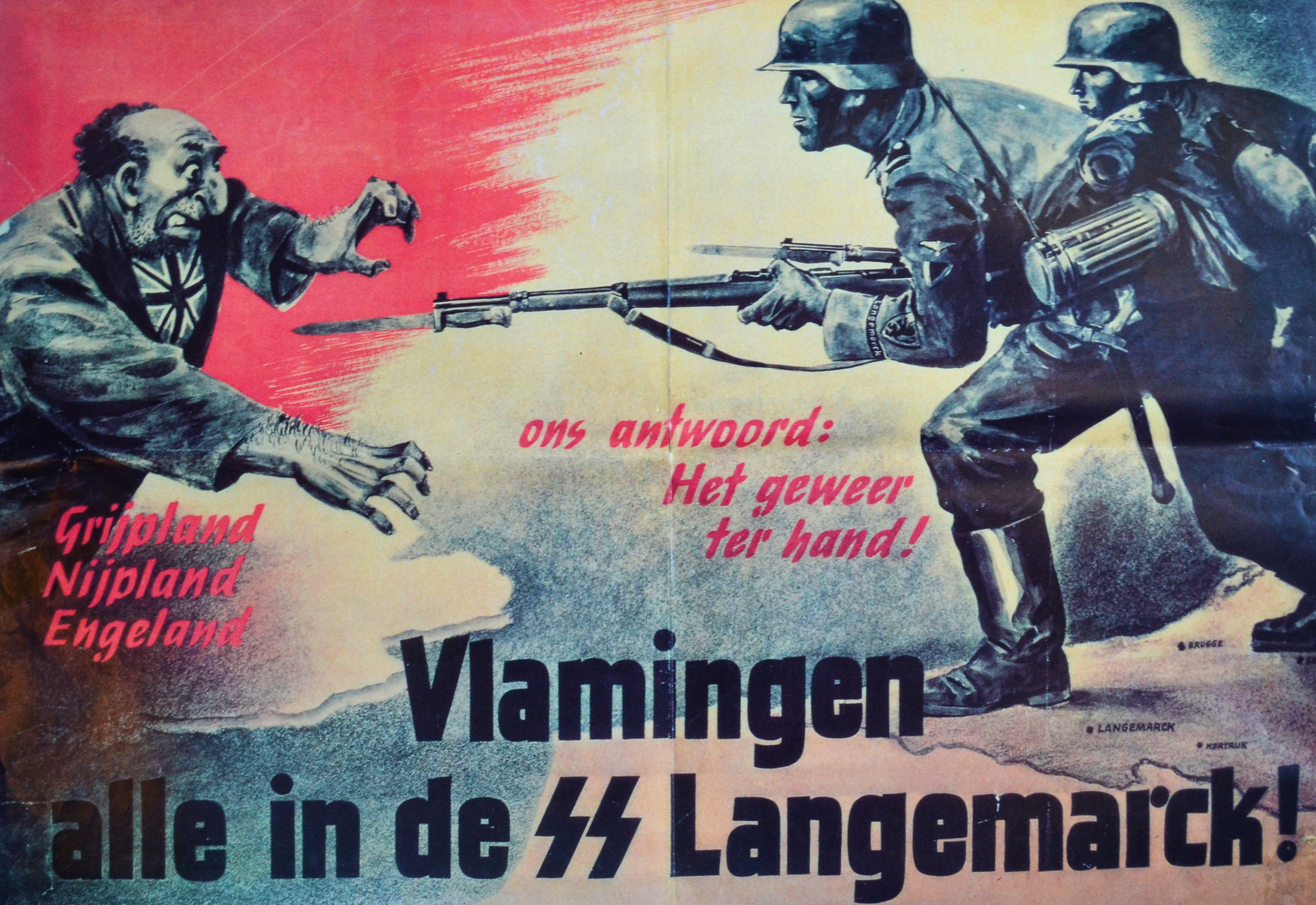
Propagandawervingsposter 27. SS-Freiwilligen-Grenadier-Division Langemarck met opschrift: Vlamingen alle in de SS Langemarck.

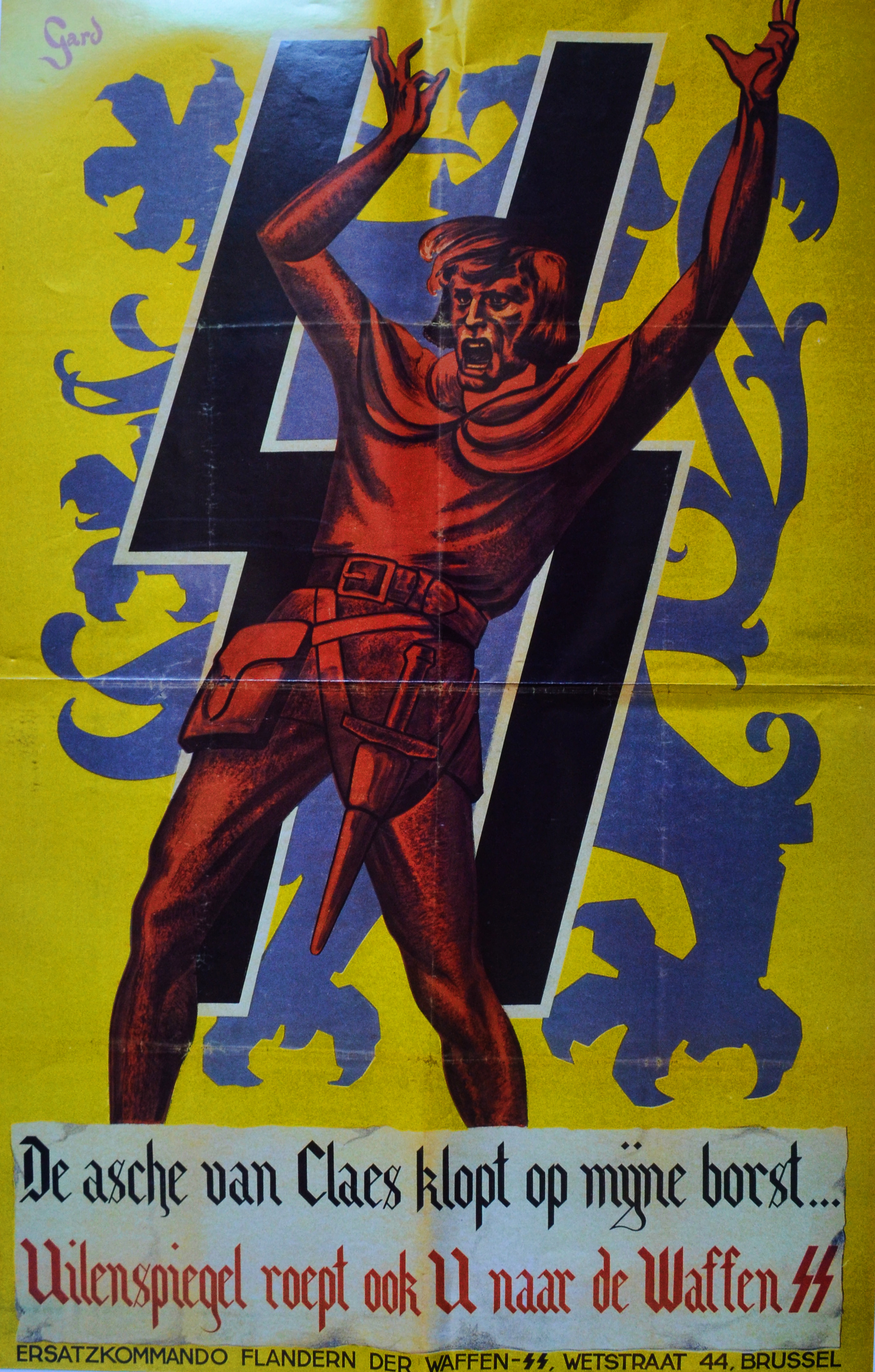
Propagandaposter 27. SS-Freiwilligen-Grenadier-Division Langemarck met opschrift: De asche van Claes klopt op mijne borst ... Uilenspiegel roept ook U naar de Waffen SS

De 27. SS-Freiwilligen-Grenadier-Division "Langemarck" (Ook bekend als Division "Langemarck") was een Vlaamse Waffen-SS-eenheid die op 19 oktober 1944 uit de 6. SS-Freiwilligen-Sturmbrigade Langemarck (beter bekend als de Sturmbrigade Langemarck) werd opgericht en actief was aan het oostfront. Naast de Vlaamse vrijwilligers van de Sturmbrigade Langemarck, werden er ook nieuwe rekruten aan de divisie toegevoegd: vele naar Duitsland gevluchte collaborateurs en de Vlaamsche Wacht in haar geheel sloten zich aan bij de Division Langemarck. Ook Vlamingen van het Nationalsozialistisches Kraftfahrkorps, de Organisation Todt en de Kriegsmarine traden tot de nieuwe divisie toe.
Deze agressieve rekruteringsmethode stuitte het VNV tegen de borst, waarop zij elke medewerking aan de Division weigerde.
Het aantal manschappen van de Division Langemarck was maximaal 7000, maar zij werd nooit voltallig ingezet. Delen van de Division Langemarck werden wel ingezet in defensieve gevechten tegen het Rode Leger aan de Oder.
De naam "Langemarck" is een verwijzing naar het Belgische dorp Langemark waar tijdens de Eerste Wereldoorlog aan het IJzerfront een groot aantal Duitsers sneuvelde.
De commandant van de 6. SS-Freiwilligen-Sturmbrigade Langemarck, Konrad Schellong, moest het bevel overgeven aan Thomas Müller. Schellong bleef bij de divisie en kreeg het bevel over een eigen Kampfgruppe, Kampfgruppe Schellong.

## Krijgsgeschiedenis
De 27. SS-Freiwilligen-Grenadier-Division "Langemarck" werd gevormd uit de 6. SS-Freiwilligen-Sturmbrigade Langemarck, die deel had genomen aan de Slag om Narva. Nadat de restanten van deze Sturmbrigade Langemarck naar Polen werden gestuurd om op krachten te komen werd de brigade omgevormd tot een divisie, met een maximale kracht van 7000 man. Doordat er nu een grote groep nieuwe rekruten bij kwam duurde het tot 1 januari 1945 voordat de divisie gevechtsklaar was en ingezet kon worden. De divisie werd naar het Oostfront gestuurd en maakte opnieuw, net als de Kampfgruppe Rehmann, een onderdeel van de Sturmbrigade Langemarck dat had deelgenomen aan de Slag om Narva, deel uit van de III. SS-Germanische Panzerkorps Steiner. De divisie was gelegerd bij Szczecin, aan de Oder.
Op 16 februari nam de divisie, als deel van het III. SS-Germanische Panzerkorps Steiner, deel aan Operatie Sonnenwende, dat als doel had om een vooruitgeschoven positie van het Rode Leger te vernietigen en daarmee de Duitse troepen in de omsingelde stad Arnswalde in Achter-Pommeren te ontzetten. Het oorspronkelijke plan van Heinz Guderian was een aanval over de gehele frontlinie, maar dit werd door Hitler gereduceerd tot een plaatselijke tegenaanval.
Ondanks de aanvankelijke successen liep de aanval al gauw stuk doordat de Sovjets het Korps dreigden te omsingelen nabij Arnswalde. Nadat de inwoners van Arnswalde en Pommerse omringende dorpen waren geëvacueerd annuleerde Steiner de operatie en beval de troepen om zich terug te trekken tot hun originele posities (tussen Stargard in Pommeren en de provinciehoofdstad Stettin).
Na een offensief van het Rode Leger kwam de Division Langemarck, samen met de rest van het uitgeputte III. SS-Germanische Panzerkorps Steiner, onder zware druk te staan. Ondanks de verliezen die de divisie het Sovjetleger toebracht, moest ze zich op 4 maart terugtrekken tot Altdamm (stadsdeel van Stettin), de laatste Duitse posities ten oosten van de Oder. Tijdens de twee weken die volgden werd er een grimmige strijd gestreden tussen het Panzerkorps (en daarmee de Division Langemarck) en de Sovjets, waarbij aan beide kanten veel verliezen werden geleden. Op 19 maart moesten de verdedigers van de stad zich terugtrekken tot ten westen van de Oder, de 27. SS-Freiwilligen-Grenadier-Division "Langemarck" was toen echter al praktisch vernietigd. Toen Steiners gehele Korps zich terugtrok tot Mecklenburg-Schwerin en daarvoor reeds tot Voor-Pommeren bestond de divisie alleen nog maar uit één Kampfgruppe (Gevechtseenheid, taakgroep). Op 8 mei 1945 gaf de eenheid zich over.

## Bekende oorlogsmisdaden[1]
Vijf officieren van de divisie hebben gediend in de concentratiekampen. Dit getal bevat ook de officieren die voor of na hun dienst in de divisie in de kampen en Einsatzgruppen hebben gediend.

## Commandanten[2][3]
| Rang                   | Naam             | Begin           | Eind            |
| ---------------------- | ---------------- | --------------- | --------------- |
| SS-Obersturmbannführer | Konrad Schellong | 22 oktober 1943 | 19 oktober 1944 |
| SS-Oberführer          | Thomas Müller    | 20 oktober 1944 | 2 mei 1945      |

## Gebied van operaties
- September 1944 – mei 1945: Polen en Pommeren, Berlijn[1]

## Samenstelling
- SS-Panzergrenadier Regiment 66
  - I./SS-Panzergrenadier Regiment 66
  - II./SS-Panzergrenadier Regiment 66
- SS-Panzergrenadier Regiment 67
  - I./SS-Panzergrenadier Regiment 67
  - II./SS-Panzergrenadier Regiment 67
- SS-Panzergrenadier Regiment 68
  - I./SS-Panzergrenadier Regiment 68
  - II./SS-Panzergrenadier Regiment 68
- SS-Artillerie Regiment 27
- SS-Panzerjäger Abteilung 27
- SS-Nachrichten Abteilung 27
- SS-Pionier-Bataillon 27
- SS-Div.Versorgungs-Regiment 27
- SS-Feldersatz-Bataillon 27
- SS-Sanitäts-Abteilung 27
- Verwaltungs-Kompanie
- Propaganda-Kompanie
- Kampgruppe Schellong

De divisie overtrof nooit regimentsterkte